# Liste von Schiffen mit dem Namen Defiance
Defiance ist ein häufig genutzter Schiffsname. Der englische Name bedeutet „Herausforderung“ oder „Trotz“.

## Schiffsliste
| Bezeichnung | Schiffsart          | Klasse / Typ  | Baujahr | Bauwerft          | Eigner     | Dienstzeit | Verbleib                          |
| ----------- | ------------------- | ------------- | ------- | ----------------- | ---------- | ---------- | --------------------------------- |
| Defiance    | Raddampfer          |               | 1815    |                   |            |            | Erstes Dampfschiff auf dem Rhein. |
| Defiance    | Raddampfer          |               | 1817    |                   |            |            |                                   |
| Defiance    | Geschützter Kreuzer | Diadem-Klasse | 1897    | Pembroke Dockyard | Royal Navy |            | 1956 Abbruch in Belgien           |